# Janko Vuković de Podkapelski
Janko Mihovil Aleksandar Vuković de Podkapelski (Jezerane, 27 settembre 1871 – Pola, 1º novembre 1918) fu un ufficiale di etnìa croata della marina militare austro-ungarica e, per meno di ventiquattr'ore, comandante in capo della flotta navale dell'effimero Stato degli Sloveni, Croati e Serbi.
Comandante della nave da battaglia imperiale Viribus Unitis, ne mantenne il governo quando essa fu conferita al neonato Stato separatista dalla corona d'Austria-Ungheria.
L'imperatore Carlo I, ritenendo che il nuovo Stato avrebbe fatto parte di una nuova confederazione soggetta all'Austria, gli cedette l'intera flotta militare, così come tutte le installazioni e gli equipaggiamenti da guerra.
Il 31 ottobre il comandante in capo della marina austro-ungarica, l'ammiraglio Miklós Horthy, dopo una brevissima consultazione con i rappresentanti del nuovo Stato, conferì a Vuković il comando della flotta con conseguente immediata promozione a contrammiraglio.
Quella stessa notte in un'azione navale compiuta da Raffaele Rossetti e Raffaele Paolucci, entrambi ufficiali della Regia Marina italiana e ignari del trasferimento della flotta e del cambiamento della situazione politica all'interno dell'Impero austro-ungarico, posizionarono una carica esplosiva sotto la linea di galleggiamento della Viribus Unitis, utilizzando un siluro modificato detto mignatta per avvicinarsi all'obiettivo.
Catturati e tradotti a bordo della stessa informarono il Vuković del pericolo ormai imminente.
Non creduti rimasero inizialmente prigionieri sulla nave sino all'avvenire dell'esplosione allorché il contrammiraglio Vuković concesse loro di mettersi in salvo cosa che fecero trovando rifugio a bordo della nave gemella Tegetthoff.
Mentre la Viribus Unitis affondava Vuković venne probabilmente colpito alla testa da un rottame che gli impedì di salvarsi, trovando la morte con la nave che assieme alla flotta aveva comandato per circa 12 ore.